# Natura 2000-område nr. 128 Hesselø med omliggende stenrev
Natura 2000-område nr. 128 Hesselø med omliggende stenrev ligger i Kattegat nord for Sjælland og består af øen Hesselø og et havområde omkring. Natura 2000-området har et areal på 4.200 ha, hvoraf 98 % er hav. Der er ingen statsejede arealer i området. Det består af et habitatområde H112

## Områdebeskrivelse
Af området er 70 ha land, mens resten er hav med bl.a. stenrev. Selve øen Hesselø, der er privatejet, ligger i Kattegat ca. 30 km nord for Hundested. Den udgøres af en 20 m høj moræneknold med en bræmme af storstenet marint forland. Øen er relativt nedbørsfattig og solrig. Småholme og stenrev strækker sig som haler mod nordvest og sydøst. Det nordvestlige rev stikker op af havet og er det mest markante.
Stenrevene har en meget artsrig vegetation med en frodig algesammensætning. Der er ligeledes en meget artsrig bundfauna på de lavvandede sandbanker på havbunden omkring øen.
På Hesselø's nordvestrev yngler en bestand på ca. 1.000 spættede sæler. Bestanden er en af Europas største. Gråsæl ses sjældent i området, men det vides ikke om den yngler der.
De centrale dele af øen udgøres af et morænelandskab, der rummer såvel overdrev, våde enge, rigkær som næringsrige vandhuller. Langs kysten findes stedvis en bræmme af
strandengsvegetation, og i et enkelt område er der klitdannelse med sammenhængende vegetation.
Endelig rummer de store, gamle rullestenstrandvolde omkring øen en spændende og artsrig
vegetation.
Hesselø er en vigtig fuglelokalitet. I 2003 er der konstateret 30-40
ynglepar af fjordterne og øen har en stor ynglebestand af alkefuglen
tejst. Endvidere passerer et stort antal trækfugle øen.

Natura 2000-området består af Habitatområde nr. H112 og
ligger i Halsnæs Kommune i Vandområdedistrikt II Sjælland i vandplanopland 2.3 Øresund 

## Fredninger
Hele Natura 2000-området er fredet og omfattet af et vildtreservat. Der er adgangsforbud på revene i perioden 15/4-30/9, hvor spættet sæl yngler og fælder.

## Eksterne kilder og henvisninger
1. ↑  "Vandplan 2.3 Øresund" (PDF). Arkiveret fra originalen (PDF) 12. august 2018. Hentet 21. september 2018.
2. ↑  "Hesselø". Fredninger. Hentet 21. september 2018.
3. ↑  Bekendtgørelse på retsinformation.dk hentet 21. september 2018

- Kort over området på miljoegis.mim.dk
- Naturplanen Arkiveret 21. september 2018 hos  Wayback Machine
- Basisanalysen 2016-21 Arkiveret 21. september 2018 hos  Wayback Machine